# Cielo grande
Cielo grande è una serie televisiva argentina prodotta da Non Stop Studios, creata da Jorge Edelstein, scritta da Celeste Lambert, Paula Velayos e Clara Charrúa, e diretta da Pablo Scandolari. È la seconda serie ufficiale giovanile argentina su Netflix, dopo GO! Vivi a modo tuo.
La prima stagione della serie è stata lanciata da Netflix il 16 febbraio 2022. La seconda stagione è già stata confermata ed è in produzione.

## Trama

### Prima stagione
Un gruppo di adolescenti lavora per salvare un vecchio albergo chiamato Cielo Grande, specializzato in sport acquatici e sperduto nel mezzo del delta argentino, dove gli amici rivivranno ricordi d'infanzia, scopriranno segreti di famiglia, stabiliranno nuove amicizie e nasceranno diverse storie d'amore.

## Personaggi e interpreti

### Personaggi principali
- Stefanía "Steffi" Navarro, interpretata da Pilar Pascual.
Atleta messicana di wakeboard, arriva al Cielo Grande per scoprire un segreto.[8]
- Luz Aguilar, interpretata da Abril Di Yorio.
È un'istruttrice di wakeboard e lavora nel bar dell'hotel.[8]
- Antonio "Tony", interpretato da Victor Varona.
È l'istruttore personale di wakeboard di Steffi.[8]
- Julián, interpretato da Guido Messina.
È uno dei più giovani istruttori di wakeboard della zona e nipote di Augusto.[8]
- Ron Navarro Lavalle, interpretato da Francisco Bass.
Il padre di Steffi e Ian, che viene coinvolto nell'inganno.
- Natasha Rossi, interpretata da Giulia Guerrini.
Rinomata atleta italiana di wakeboard, arrogante e spietata.[8]
- Natalia "Naty", interpretata da Thaís Rippel.
Giovane che arriva al Cielo Grande per fare la sua prima esperienza lavorativa.[8]
- Carlos "Charly" Santos, interpretato da Luan Brum Lima.
Amico d'infanzia di Julián, è un istruttore di wakeboard e chef.[8]
- Twins Monzo, interpretatos da Twins Monzo.
Influencer e cantanti spagnoli che arrivano a Cielo Grande per promuoverlo.
- Noda, interpretato da Agustín Pardella.
Receptionist dell'hotel, che viene coinvolto in alcuni segreti.
- Matrix, interpretata da Mariel Percossi.
Responsabile dei Twins Monzo.
- Ian Navarro, interpretato da Byron Barbieri.
Il fratello minore di Steffi e influencer.
- Augusto Montero, interpretato da Agustín Tecchi.
Proprietario di Cielo Grande.
- Irene, interpretata da Débora Nishimoto.
È l'istruttrice personale di wakeboard di Natasha.

### Personaggi secondari
- Cynthia Aguilar, interpretata da Jimena La Torre.
Madre di Luz, che è coinvolta nell'inganno.
- Luz (piccolo), interpretata da Juana Masse.
- Julián (piccolo), interpretato da Benjamín Otero.
- Ron Navarro (adolescente), interpretato da Juan Salinas.
- Cynthia Aguilar (adolescente), interpretata da Camila Geringer.
- Dott. Visero, interpretata da Denisse Cotton.

## Discografia
Il 16 febbraio 2022, contestualmente alla première della prima stagione, è stato pubblicato il primo album della colonna sonora della serie, con il nome di Cielo grande, dell'etichetta discografica Sony Music.
| Anno | Dettagli                                                                                            |
| ---- | --------------------------------------------------------------------------------------------------- |
| 2022 | Cielo grande - Pubblicazione: 16 febbraio 2022 - Formati: download digitale - Etichetta: Sony Music |